# Karel Wollens
Karel Wollens (1912 - 1991) was een Antwerps surrealistisch kunstschilder.

## Biografie[1][2]
Wollens begon op latere leeftijd te studeren aan de Academie van Berchem en de Koninklijke Academie voor Schone Kunsten van Antwerpen. Zijn voorbeelden waren voornamelijk Antoon Marstboom, baron Isidore Opsomer en Jozef Vinck.

## Stijl
In zijn beginjaren schilderde hij voornamelijk landschappen, stillevens en natuurtaferelen. Deze expressionistische stijl paste echter niet bij zijn karakter waarna hij zich verder verdiepte in het surrealisme. Hij geraakte hiervoor geïnspireerd door zijn tijdsgenoot René Magritte en zijn meesters uit de academie. Deze stijl bleef hij tot aan zijn dood volgen en leverde een 200-tal werken op. 

## Symboliek[3]
In tegenstelling tot diepgaande mysteries in het werk van René Magritte, bleef Wollens echter kiezen voor eenvoudige en duidelijke figuren die de kijker verbazen en verbijsteren. 

## Uitvoering[4][5]
Zijn werken werden steeds met de grootste zorg en precisie vormgegeven. Hij schilderde zo fijn dat er nauwelijks een reliëf of verfstreek te zien is in zijn surrealistische werken. Hij gebruikte voornamelijk olieverf op doek, maar schilderde af en toe ook op hout. Dit deed hij meer bij de oudere expressionistische werken.

## Onderscheidingen
| Jaartal | Plaats            | Titel                                         |
| ------- | ----------------- | --------------------------------------------- |
| 1967    | Brussel, België   | Les Arts en Europe, zilveren medaille         |
| 1968    | Napels, Italië    | Hoogste vermelding                            |
| 1969    | Brussel, België   | Het jaar van Pieter Breugel, bronzen medaille |
| 1970    | Parijs, Frankrijk | Culture et tourisme, zilveren medaille        |

## Tentoonstellingen / collecties
Wollens’ werken zijn wereldwijd verspreid onder publieke en private collecties. Zijn schilderijen werden reeds in verschillende steden en landen tentoongesteld.

### Publieke collecties
| Stad      | Instelling                           |
| --------- | ------------------------------------ |
| Wilrijk   | Kunstcollectie van Wilrijk           |
| Brussel   | Openbaar Kunstpatrimonium van België |
| Jeruzalem | Universiteit van Jeruzalem           |

### Private collecties
| Land       | Steden                 |
| ---------- | ---------------------- |
| Australië  | Sydney                 |
| België     |                        |
| Canada     | Ottawa                 |
| Israël     |                        |
| Nederland  |                        |
| USA        | Baltimore, New Orleans |
| Zuid-Korea | Seoul                  |

### Tentoonstellingen
| Land      | Steden |
| --------- | --- |
| België    | Aalst, Antwerpen, Brugge, Brussel, Deurne, Doornik, Ekeren, Gent, Knokke, Kortrijk, Lokeren, Luik, Mechelen, Namen, Oostende, Roeselare, Sint-Niklaas |
| Frankrijk | Parijs |
| Italië    | Genua, Madrid, Napels, Turijn |
| Spanje    | Madrid |
| USA       | Washington |

## Werken
Wollens maakte een 200-tal werken waarvan velen onbekend bleven. De lijst hieronder is om deze reden niet volledig, maar geeft wel een impressie van zijn surrealistische stijl weer:
De cirkel, Troll, Hoogmoedswaanzin, Het slot, Cleopatra, Torso, Scherpzinnigheid, Bosfee, Het venster in de mens, Leda en de zwaan, Bacchus, Wodan, Het tijdelijke, Bronstijd, Cosi van Tulli, De raad der wijzen, De vrijbuiter, Dwaallichten, Het tijdelijke, De rollende steen...